# Cratere Kozova
Kozova  è un cratere sulla superficie di Marte.